# Ludwig von Jagow
Ludwig Friedrich Günther Andreas von Jagow (* 21. Februar 1770 auf Wolfshagen; † 19. Juni 1825 in Berlin) war ein preußischer Generalmajor und langjähriger Generaladjutant von Königs Friedrich Wilhelm III.

## Leben

### Herkunft
Seine Eltern waren Friedrich Adolf Achatz Burkhard von Jagow (* 24. Januar 1735; † 18. Mai 1809) und dessen Ehefrau Sophia Elisabeth, geborene Gans Edele Herrin zu Putlitz (* 3. Mai 1746; † 19. Mai 1829) aus dem Haus Wolfshagen. Der Vater war Erbherr auf Gehrhof und Krüden, preußischer Hauptmann im Infanterieregiment „Prinz von Preußen“ sowie Deichhauptmann der Altmark. Sein Bruder Friedrich Wilhelm Christian Ludwig wurde General der Infanterie, sein jüngerer Bruder Christoph Friedrich (* 8. Juni 1780; † 14. Oktober 1839) war preußischer Hauptmann a. D.

### Militärkarriere
Im Jahr 1782 trat Jagow als Gefreitenkorporal in das Infanterieregiment „Prinz von Preußen“ der Preußischen Armee ein. Dort avancierte er bis Anfang November 1787 zum Sekondeleutnant und stieg am 19. Mai 1782 zum 2. Adjutanten beim Kronprinzen auf, der zu dieser Zeit eine Brigade führte. Während des Ersten Koalitionskrieges nahm Jagow 1792/93 an der Belagerung der französischen Festung Landau teil. Am 2. Mai 1794 wurde er zum Generaladjutanten des Regimentschefs, des späteren Königs Friedrich Wilhelm III. ernannt. Als es 1794 zum Kościuszko-Aufstand in Polen kam, wurde er auch dort eingesetzt und am 19. August 1794 zum Premierleutnant befördert.
Unter Belassung in seiner Stellung als 2. Adjutant des Kronprinzen wurde Jagow am 17. Juni 1795 wirklicher Offizier von der Armee mit einem Gehalt von 500 Talern. Am 6. Februar 1797 avancierte er zum Kapitän von der Armee und wurde nach dem Tod von Friedrich Wilhelm II. am 3. Januar 1798 zum Flügeladjutanten des neuen Königs ernannt. In dieser Eigenschaft wurde Jagow Mitte Juni 1800 Major und erhielt ab dem 20. Mai 1801 eine Zulage von 600 Talern. Während des Vierten Koalitionskrieges begleitete er den König und wurde am 15. Mai 1807 mit Patent vom 16. Mai 1807 zum Oberstleutnant befördert.
Nach dem Frieden von Tilsit ernannte ihn der König am 24. Mai 1808 zum Vizeoberstallmeister sowie am 15. Januar 1810 zum Oberstallmeister. Außerdem verlieh er Jagow drei Tage später den Roten Adlerorden III. Klasse. Unter seiner Ägide fällt der Umbau des Königlichen Marstalls in Berlin.
Als Oberst und mit der Berechtigung zum Tragen der Uniform der Generaladjutanten nahm Jagow 1813/15 an den Befreiungskriegen teil. Während dieser Zeit erfolgte am 5. September 1813 seine Beförderung zum Generalmajor mit dem Charakter eines Generaladjutanten. Sein Verhalten während des Krieges wurde durch die Verleihung des Eisernen Kreuzes I. Klasse gewürdigt.
Er war Erbherr auf Krüden (Kreis Osterburg) und Domherr in Brandenburg an der Havel.

### Familie
Von Jagow heiratete am 26. März 1801 in Berlin die Hofdame der Königin Luise Auguste Sidonie von Heynitz (* 30. Oktober 1778; † 5. Oktober 1843) aus dem Haus Dröschkau. Das Paar hatte zwei Töchter:
- Luise Juliana Friederike Sophie (* 22. Januar 1802; † 4. Juli 1886) ⚭ Karl (Carl)[1] Johann Ludwig von Thielau († 19. März 1862), Landstallmeister[2]
- Sophie Elisabeth Johanna Juliane (* 24. April 1803; † 29. November 1871) ⚭ 1821 Heinrich Wilhelm Graf von Schlieffen († 7. August 1836), Eltern von Wilhelm von Schlieffen

Die Witwe wurde später Oberhofmeisterin der Prinzessin Augusta von Preußen.